# Groß Liedern
Groß Liedern ist ein Ortsteil der Stadt Uelzen im niedersächsischen Landkreis Uelzen.

## Geografie und Verkehrsanbindung
Der Ort liegt östlich des Stadtkerns von Uelzen an der B 71. Direkt am westlichen Ortsrand verläuft der Elbe-Seitenkanal.

## Kultur und Sehenswürdigkeiten
- Georgskapelle Groß Liedern